# Estação Mälarhöjden
A Estação Mälarhöjden é uma das estações do Metropolitano de Estocolmo, situada no condado sueco de Estocolmo, entre a Estação Bredäng e a Estação Axelsberg. Faz parte da Linha Vermelha.
Foi inaugurada em 16 de maio de 1965. Atende a localidade de Mälarhöjden, situada na comuna de Estocolmo.
A estação encontra-se nas ruas Hägerstensvägen e Slättgårdsvägen, sendo a entrada nesta última. A distância para a estação de Slussen é de 7,5 km. A sua plataforma encontra-se num túnel escavado, entre 10 e 35 de profundidade. Possui decoração artística da autoria de Margareta Carlstedt, com nome Ebb och flod (significando "seca e cheia"), datada de 1965, usando metal envernizado.

| Oeste ou norte           |  |              |  | Leste ou Sul                                                    |
| ------------------------ |  | ------------ |  | --------------------------------------------------------------- |
| Bredäng sentido Norsborg |  | Line 13 (en) |  | Axelsberg metro station (en) sentido Ropsten metro station (en) |
| editar no Wikidata       |  |              |  |                                                                 |